# Harpconcert (Tisjtsjenko)
Boris Tisjtsjenko componeerde zijn Concert voor harp en orkest opus 69 in 1977. Het is geschreven voor symfonieorkest en solist. Een eigenaardigheid van dit concert is dat de solist niet één harp moet bespelen, maar drie. Eén van de harpen is volgens de normale Westerse klanken gestemd, de andere twee hebben een afwijkende stemming. De solist moet derhalve naast haar virtuositeit op het instrument, direct kunnen omschakelen naar een andere toonklank, wanneer een andere harp wordt voorgeschreven.

## Muziek
Het concert is verdeeld over vijf delen, een indeling die Tisjtsjenko vaker gebruikte in zijn concerten:
1. Moderato (circa 12 minuten; grove tijdsindeling)
2. Allegro con moto (10 minuten)
3. Moderato (6 minuten)
4. Intermezzo (6 minuten)
5. Andante (11 minuten)

De componist heeft zijn bijnaam Dmitri II, naar zijn leermeester Dmitri Sjostakovitsj deels aan dit werk te danken. De sfeer is zonder meer die van Sjostakovitsj en zeker het begin met het thema op de piano lijkt direct afkomstig uit het werk van Sjostakovitsj. Ook in de andere delen zitten verwijzingen en halfcitaten naar zijn leermeester. Een voorbeeld daarvan zit in een fragment van deel 3, bijna een kopie van het slot van de 15e symfonie. Anderzijds zijn af en toe elementen te horen van zijn andere docent Galina Oestvolskaja; de muziek heeft af en toe een zeer dunnen orkestratie en heeft dan toch het maximale effect; iets wat Oestvolskaja tot in de puntjes beheerste. Door de wisseling van verschillend gestemde harpen is de sfeer van het concert dan weer typisch Russisch, dan weer Oosters en dan weer modern klassiek uit het Westen. Uiteraard ontbreken de voor het instrument zo karakteristieke arpeggio’s niet. Deze arpeggio’s worden dan wel soms bruut onderbroken door de overige orkeststemmen. In het Intermezzo doet een zangeres haar intrede, zij begeleidt tekstloos de solist, dwarsfluiten en celesta. Deel vijf begint met een a-technische cadens. De muzikale verbinding met Sjostakovitsj is voor dit werk niet geheel onverwachts; niet alleen was het zijn leermeester, Tisjtsjenko’s vijfde symfonie uit 1976 was een in memoriam aan Dmitri.
De eerste uitvoering werd gegeven door Irina Donskaya – Tisjtsjenko aan wie het werk is opgedragen. Zij studeerde aan het Conservatorium van Sint-Petersburg en gaf daar zelf later les.

## Orkestratie
- drie harpen
- sopraan
- 2 dwarsfluiten, 2 hobo’s, 2 klarinetten, 2 fagotten;
- 3 hoorns, 2 trompetten
- percussie waaronder pauken, glockenspiel en xylofoon, piano
- violen, altviolen, celli en contrabassen

Zijn volgende werk, De Zeven Oproepen was geschreven voor de Olympische Zomerspelen 1980, Moskou, maar werd nooit gespeeld / gebruikt.

## Discografie
- Uitgave Northern Flowers : Irina Dosnkaya –Tisjtsjenko, Tatjana Menetjeva (sopraan) met het Leningrad Kamer Orkest onder leiding van Edward Serov in een opname uit april 1970.
- Uitgave Kontrapunkt; dezelfde opname.